# Ștefan Burghiu
Ștefan Burghiu (Moldavia, 28 marzo 1991) è un calciatore moldavo, centrocampista dello Zimbru Chișinău.

## Carriera

### Club
Ha giocato nella prima divisione moldava.

### Nazionale
Ha esordito con la nazionale moldava il 17 gennaio 2014 nell'amichevole persa in casa per 2-1 contro la Svezia.

## Statistiche

### Cronologia presenze e reti in nazionale
| Cronologia completa delle presenze e delle reti in nazionale ― Moldavia | Cronologia completa delle presenze e delle reti in nazionale ― Moldavia | Cronologia completa delle presenze e delle reti in nazionale ― Moldavia | Cronologia completa delle presenze e delle reti in nazionale ― Moldavia | Cronologia completa delle presenze e delle reti in nazionale ― Moldavia | Cronologia completa delle presenze e delle reti in nazionale ― Moldavia | Cronologia completa delle presenze e delle reti in nazionale ― Moldavia | Cronologia completa delle presenze e delle reti in nazionale ― Moldavia |
| Data                                                                    | Città                                                                   | In casa                                                                 | Risultato                                                               | Ospiti                                                                  | Competizione                                                            | Reti                                                                    | Note                                                                    |
| ----------------------------------------------------------------------- | ----------------------------------------------------------------------- | ----------------------------------------------------------------------- | ----------------------------------------------------------------------- | ----------------------------------------------------------------------- | ----------------------------------------------------------------------- | ----------------------------------------------------------------------- | ----------------------------------------------------------------------- |
| 17-1-2014                                                               | Abu Dhabi                                                               | Moldavia                                                                | 1 – 2                                                                   | Svezia                                                                  | Amichevole                                                              | -                                                                       |                                                                         |
| 20-1-2014                                                               | Abu Dhabi                                                               | Moldavia                                                                | 0 – 1                                                                   | Polonia                                                                 | Amichevole                                                              | -                                                                       |                                                                         |
| 5-3-2014                                                                | Andorra La Vella                                                        | Andorra                                                                 | 0 – 3                                                                   | Moldavia                                                                | Amichevole                                                              | -                                                                       | 80’                                                                     |
| 7-6-2014                                                                | Yaoundé                                                                 | Camerun                                                                 | 1 – 0                                                                   | Moldavia                                                                | Amichevole                                                              | -                                                                       |                                                                         |
| 14-2-2015                                                               | Aksu                                                                    | Romania                                                                 | 2 – 1                                                                   | Moldavia                                                                | Amichevole                                                              | -                                                                       |                                                                         |
| 9-10-2015                                                               | Chișinău                                                                | Moldavia                                                                | 1 – 2                                                                   | Russia                                                                  | Qual. Euro 2016                                                         | -                                                                       |                                                                         |
| 12-10-2015                                                              | Solna                                                                   | Svezia                                                                  | 2 – 0                                                                   | Moldavia                                                                | Qual. Euro 2016                                                         | -                                                                       |                                                                         |
| Totale                                                                  |                                                                         | Presenze                                                                | 7                                                                       |                                                                         | Reti                                                                    | 0                                                                       |                                                                         |

## Palmarès

### Club

#### Competizioni nazionali
- Coppa di Moldavia: 1

Zimbru Chisinau: 2013-2014
- Supercupa Moldovei: 1

Zimbru Chisinau: 2014